# Petra Mede
Petra Maria Mede (født 7. marts 1970 i Stockholm) er en svensk komiker, danser og tv-vært. Da Mede blev 12 år søgte hun ind på Balettakademien i Stockholm. Hun dimitterede som 18 år og fik sin første professionelle danserolle. Hun har desuden trænet på La Salle Pleyel i Paris, hvor hun trænede sammen med mange legender.
Hun har været vært for Eurovision Song Contest tre gange - i 2013 i Malmø, i 2016 med Måns Zelmerlöw i Stockholm og igen i Malmø i 2024 sammen med Malin Åkerman.